# 鮨枠

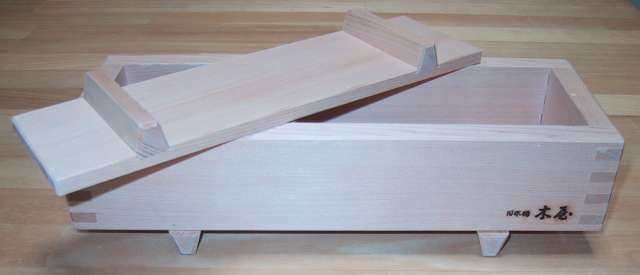
押しすし木型の一例

鮨枠（すしわく）は、押しずしを作る際に用いる木枠。鮨型ともいう。押し箱の一種で、外枠、底蓋、押し蓋の一組で用いる。 

## 使用法
鮨枠は予め水で濡らしておき酢などで拭いておく。底蓋に外枠を載せて固定し、底にすし昆布、笹の葉、葉蘭などを敷き詰める。その上に具材を並べて寿司飯を詰める（種類によっては具材と寿司飯が層になるよう交互に詰める）。最後に具材を並べ押し蓋をのせて押すことで馴染ませる（金具で固定する枠もある）。外枠を外して切り分けると押しずしが完成する。バッテラの場合は酢で湿らせた白板昆布を上から被せてから切り分ける。